# 二甲基硫代甲酰胺
二甲基硫代甲酰胺是一种硫代酰胺，化学式为C3H7NS，它是味苦且有强烈气味的淡黄色油状液体。它可由二甲基甲酰胺和五硫化二磷或劳森试剂反应得到。它和三乙基硅基(羰基)(η5-环戊二烯基)(吡啶)合铁在苯中于室温反应，可以得到三乙基硅硫基(羰基)(二甲氨基亚甲基)(η5-环戊二烯基)合铁。它和甲基苯基亚砜在酸存在下反应，可以得到苯甲硫醚。